# Selemani Ndikumana
Selemani Yamin Ndikumana (ur. 18 marca 1987 w Bużumburze) – burundyjski piłkarz występujący na pozycji napastnika. Zawodnik klubu KMC FC.

## Kariera klubowa
Ndikumana karierę rozpoczynał w 2005 roku w zespole AS Inter Star z Ligue A. W tym samym roku zdobył z nim mistrzostwo Burundi. W 2006 roku przeszedł do tanzańskiego klubu Simba SC. W 2008 roku zdobył z nim mistrzostwo Tanzanii.
Po tym sukcesie Ndikumana wyjechał do Norwegii, by grać w tamtejszym Molde FK. W sezonie 2008 rozegrał tam 1 spotkanie w Tippeligaen. Na początku 2009 roku odszedł do belgijskiego Lierse SK z drugiej ligi. Przez 1,5 roku zagrał tam w 13 meczach i strzelił 1 gola.
W 2010 roku Ndikumana wrócił do Burundi, gdzie został graczem klubu Maniema FC. Występował tam przez 1,5 roku. Latem 2011 roku odszedł do rwandyjskiego zespołu APR FC. W tym samym roku zdobył z nim mistrzostwo Rwandy. W 2012 grał w chińskim Shenzhen FC, a w 2013 przeszedł do Vital’O FC. W 2013 grał też w sudańskim Al-Merreikh Omdurman, z którym wywalczył mistrzostwo i Puchar Sudanu. W latach 2013–2015 występował w albańskim CD Primeiro de Agosto. W 2016 ponownie był zawodnikiem Vital’O FC, z którym został mistrzem Burundi. Następnie grał w katarskim Maisameer SC i saudyjskim Al Adalah Club. W 2019 wyjechał do Tanzanii i został zawodnikiem Azam FC. W 2020 przeszedł do tamtejszego KMC FC.

## Kariera reprezentacyjna
W reprezentacji Burundi Ndikumana zadebiutował w 2006 roku. 8 października 2006 roku w wygranym 3:1 spotkaniu eliminacji Pucharu Narodów Afryki 2008 z Mauretanią strzelił 2 gole, które były jego pierwszymi w drużynie narodowej. Do 2019 roku wystąpił w niej 30 razy i strzelił 12 goli.